# Universidad Nacional de Dnipró
La Universidad Nacional Oles Honchar Dnipro (en ucraniano: Дніпровський національний університет імені Олеся Гончара, ДНУ) es una universidad pública fundada en 1918 y ubicada en Dnipró, Ucrania. Las primeras cuatro facultades fueron Historia y Lingüística, Derecho, Medicina y Física y Matemáticas.
Actualmente, como gran universidad clásica, incluye 14 facultades en ciencias formales, naturales y sociales. 730 académicos imparten formación a unos 10.700 estudiantes (incluidos 130 estudiantes internacionales de casi 30 países). La Universidad ofrece 98 programas para obtener grados de licenciatura y maestría y realiza formación para estudiantes de doctorado en 35 campos. En la universidad también se pueden obtener estudios superiores de segunda enseñanza.
Antes de la agresión rusa en el este de Ucrania en 2014, la Universidad tenía 20 facultades con 1.300 académicos. El número de estudiantes ascendió a aproximadamente 22.000 (entre ellos 3.000 estudiantes internacionales). La Universidad Nacional de Dnipró mantiene vínculos estrechos con uno de los centros espaciales y de cohetes más grandes del mundo, la Oficina de Diseño Pivdenne, así como con otras organizaciones industriales y científicas de la región de Donetsk-Prydniprovsk poblada por más de 15 millones de personas.
De acuerdo con su estrategia de internalización, la universidad establece activamente vínculos científicos y académicos con otras instituciones de todo el mundo. En la actualidad, en la Universidad se ejecutan 93 convenios bilaterales con instituciones de educación superior y centros de investigación de Europa, Asia, Estados Unidos y Canadá. Gracias a la amplia gama de asociaciones bilaterales extranjeras, los profesores e investigadores colaboran estrechamente con sus colegas internacionales y, a su vez, los estudiantes de la Universidad reciben formación en programas de intercambio de créditos o de doble titulación. Además, los estudiantes y el personal de la Universidad participan regularmente en varios programas de movilidad global como el Programa de Movilidad Erasmus+ (UE), Mitacs (Canadá), Global UGRAD (EE. UU.), programas DAAD (Alemania), etc.
La universidad implementa proyectos internacionales de educación e investigación. Por ejemplo, desde 1993, la DNU ha ganado 14 proyectos TEMPUS, dos módulos Jean Monnet y dos proyectos Erasmus+ de desarrollo de capacidades para la educación superior. La Biblioteca Científica de la Universidad cuenta con 2.600.000 volúmenes incluyendo ediciones raras y únicas. La Universidad Nacional de Dnipró ha construido sólidas escuelas de pensamiento científico en matemáticas, mecánica, radiofísica y electrónica, cohetería, neurocibernética, biotecnología, química orgánica, historia de Ucrania, historiografía e historia de Ucrania, arqueología, alemán, literatura y lingüística.

## Historia
La Universidad de Yekaterinoslav fue fundada en el estado ucraniano de Pavló Skoropadski en 1918. En 1920, la Universidad de Yekaterinoslav se transformó en el Instituto de Educación de Yekaterinoslav (más tarde en Dnipropetrovsk), que funcionó hasta 1933. En 1933 se restableció la Universidad Estatal de Dnipropetrovsk, pero este resurgimiento coincidió con la intensificación del régimen totalitario de Stalin, que provocó detenciones masivas en el ámbito universitario y pérdidas irreparables de personal. Durante la Segunda Guerra Mundial, algunos profesores y estudiantes fueron a defender su patria de los invasores nazis; otros trabajaron en la evacuación.
En septiembre de 2000, la Universidad Estatal de Dnipropetrovsk adquirió el estatus de institución nacional. La ciudad de Dnipropetrovsk pasó a llamarse Dnipro en mayo de 2016 como parte de las leyes de descomunización promulgadas un año antes.

## Estructura
La universidad comprende 14 facultades, 46 laboratorios de investigación, tres institutos de investigación y cuatro colegios.
La lista de facultades del DNU es la siguiente:
• Facultad de Filología Ucraniana y Extranjera y Estudios de Artes
• Facultad de Ciencias Sociales y Relaciones Internacionales
• Facultad de Historia
• Facultad de Psicología y Educación Especial
• Facultad de Matemáticas Aplicadas
• Facultad de Derecho
• Facultad de Física, Electrónica y Sistemas Computacionales
• Facultad de Economía
• Facultad de Sistemas y Medios de Comunicación de Masas
• Facultad de Física y Técnica
• Facultad de Mecánica y Matemáticas
• Facultad de Química
• Facultad de Biología y Ecología
• Facultad de Tecnologías Médicas de Diagnóstico y Rehabilitación
Además, existen tres unidades de investigación:
• Instituto de Investigación de Biología
• Instituto de Investigación de Química y Geología
• Instituto de Investigación de Tecnologías de Eficiencia Energética y Ciencia de los Materiales
Además, la DNU cuenta con las siguientes instalaciones científicas y culturales:
• Estación Biológica Educativa y de Investigación
• Estación Internacional de la Biosfera de Belgard
• El Complejo de Investigación del Acuario
• Jardín Botánico
• Museo Zoológico
• Biblioteca científica
• Palacio de los Deportes
• Palacio de la Cultura para Estudiantes
Se ofrecen oportunidades educativas adicionales a través de:
• Centro de aprendizaje intensivo de idiomas
• Centro Educativo y Metodológico de Educación a Distancia y Nocturna
• Centro Educativo y Metodológico de Formación de Postgrado y Desarrollo de Competencias
A continuación se enumeran cuatro facultades incluidas en la estructura institucional:
• Escuela Profesional de Ingeniería Mecánica
• Escuela vocacional de ingeniería espacial y de cohetes
• Colegio de Especialistas Industriales de Zhovti Vody
• Colegio Especializado de Economía y Empresa

## Vida estudiantil
El cuerpo estudiantil juega un papel importante en la vida estudiantil. Las principales tareas del Organismo son proteger los derechos de los estudiantes y mejorar la vida estudiantil. Además, el Organismo contribuye significativamente al desarrollo de la cultura juvenil y la adaptación de los estudiantes internacionales organizando clubes de conferencias, concursos de canciones, bailes y belleza, eventos deportivos, invitando a famosos poetas y escritores ucranianos, etc.

## Premios y reputación
La UND se encuentra entre las universidades ucranianas:
• Primer puesto en el ranking de instituciones SCImago 2021 en dos categorías:
1. Negocios, Gestión y Contabilidad
2. Ciencias Sociales
• Undécimo en el QS World University Rankings: Región EECA 2022.
• Cuarta posición en el Times Higher Education Impact Rankings 2023.
• Cuarta posición en el Ranking Mundial de Universidades 2023.
Según AcademicInfluence.com, DNU se encuentra entre las 300 mejores universidades del mundo en educación matemática.

## Afiliaciones y membresías
La UND es miembro de los siguientes consorcios universitarios internacionales:
• La Agencia Universitaria de la Francofonía (AUF)
• El Clúster Universitario de la Asociación Oriental (EaPUC)
• La Fundación Universitaria Europea (FUE)
• Observatorio Universitatum de la Carta Magna (MCUO)

## Contactos internacionales
Las colaboraciones más estrechas en el ámbito educativo y de investigación que la DNU lleva a cabo con las siguientes instituciones:
Intercambios académicos y de investigación bilaterales:
• Universidad de Vilna (Lituania)
• Universidad de Letonia (Letonia)
• Universidad de Breslavia (Polonia)
• Universidad de Lodz (Polonia)
• Universidad Pavol Jozef Šafárik (Eslovaquia)
• Universidad de Lund (Suecia)
• Universidad Estatal de Jackson (EE. UU.)

El Programa de Movilidad Erasmus+:
• Universidad de Córdoba (España)
• Universidad París-Saclay (Francia)
• Universidad La Sapienza de Roma (Italia)
• Universidad de Burdeos Montaigne (Francia)
• Universidad Aristóteles de Salónica (Grecia) 

Programas de doble titulación :
• Universidad de Le Mans (Francia)
• Universidad de Ciencias Aplicadas de Mittweida (Alemania)
• Universidad Pedagógica de Cracovia (Polonia)

## Lista de especialidades
- Jurisprudencia

- Contabilidad y Auditoría
- Relaciones Económicas Internacionales
- Gestión de la Actividad Económica Exterior
- Relaciones Internacionales
- Finanzas
- Banca
- Economía Empresarial
- Gestión de Personal y Economía Laboral
- Economía Internacional
- Marketing
- Lengua y Literatura Rusas
- Traducción (Lengua y Literatura Inglesa)
- Diagnóstico de Laboratorio
- Lengua y Literatura (Inglés)
- Lengua y Literatura (Alemán)
- Lengua y Literatura (Francés)
- Lengua y Literatura (Chino)
- Lengua y Literatura (Japonés)
- Traducción (Lengua y Literatura Alemana)
- Traducción (Lengua y Literatura Francesa)
- Periodismo
- Psicología
- Lengua y Literatura Ucranianas
- Cibernética Económica
- Trabajo Social
- Sociología
- Informática
- Biología
- Bioquímica
- Zoología
- Botánica
- Microbiología y virología
- Ecología y protección del medio ambiente
- Arqueología
- Fisiología
- Diseño
- Ciencias Políticas
- Edición y Edición
- Economía Estadística
- Programación de Sistemas Automatizados
- Sistemas Intelectuales para la Toma de Decisiones
- Sistemas y Redes Informáticas
- Sistemas y Tecnologías de Control de la Información
- Tecnologías Alimentarias
- Geografía
- Bellas Artes y Oficios
- Filosofía
- Dispositivos, Sistemas y Tecnologías Radioelectrónicas
- Historia
- Defectología
- Automática y Gestión en Sistemas Técnicos
- Aparatos de Conexión por Radio, Radiodifusión y Televisión
- Archivística
- Física Aplicada
- Microelectrónica y Dispositivos Semiconductores
- Aparatos y Sistemas Biotécnicos y Médicos
- Física de Sólidos
- Radiofísica y Electrónica
- Tecnologías y Medios de Telecomunicaciones
- Química
- Tecnología Química de Compuestos de Alto Peso Molecular
- Matemáticas Aplicadas
- Matemáticas

## Antiguos alumnos destacados
- La economista y científica Natalia Boytsun
- Oles Honchar, destacado escritor ucraniano, Academia de Ciencias de Ucrania, Premio Lenin y Premio Estatal de Ucrania. Héroe del Trabajo Socialista
- Volodymyr Horbulin, miembro honorario del Presidium de la Academia Nacional de Ciencias de Ucrania, Academia Nacional de Ciencias de Ucrania, Doctor en Ciencias Técnicas, Profesor, Graduado de la DSU
- Leonid Kuchma, presidente de Ucrania (1994-2005), Premio Lenin y Premio Estatal de Ucrania
- Volodímir Litvin, presidente de la Verjovna Rada de Ucrania (2002-2006), Academia de Ciencias de Ucrania, galardonado con el Premio Estatal de Ucrania.
- Poeta Lyubov Sirota
- Petro Tronko, jefe. Instituto de Historia de Ucrania, Academia Nacional de Ciencias de Ucrania, galardonado con el Premio Estatal de Ucrania
- Yulia Tymoshenko, ex primera ministra de Ucrania (2005, 2007-2010)
- Horpyna Vatchenko, directora del museo e historiadora
- El novelista Pavló Zahrebelnyi
- Mijailo Zghurovski, rector de la Universidad Técnica Nacional de Ucrania ("KPI")
- Svetlana Zaginaichenko, física

## Premios y reputación
La Universidad Nacional de Dnipro ocupó el octavo lugar en el ranking integrado de universidades de Ucrania. Según Komsomolskaya Pravda, las clasificaciones más fiables, consultadas por expertos y periodistas, son las nacionales UNESCO "Top 200 Ucrania", "Compass" y la internacional "Vebometryks".